# Turnul Cuțitarilor și Turnul Cizmarilor din Brașov

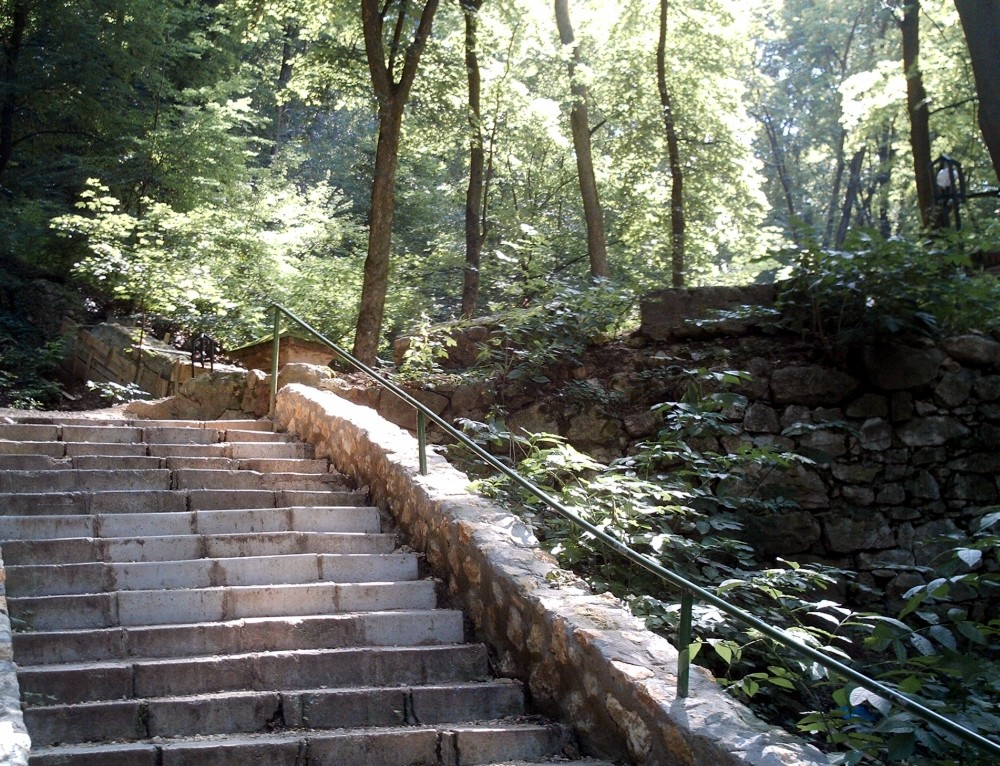
Ruinele Turnului Cizmarilor, cu o porţiune de zid

Lângă cetatea Brașovului, la poalele Tâmpei, s-au construit în secolul XV două turnuri de veghe, unite de cetate printr-un rând de ziduri, care se prelungeau, de asemenea, de la turnuri către culmea muntelui. Probabil lăsate în paragină începând cu epoca armelor de foc, cele două puncte de observație au fost definitiv înlăturate în secolul XVIII (două stampe din același veac prezintă, pe rând, Tâmpa cu și fără ele).
Turnul Cuțitarilor, aflat în dreptul Bastionului Țesătorilor, avea vederea deschisă înspre Șchei. Astăzi nu a mai rămas nici o urmă din acesta. Turnul Cizmarilor, situat mai sus de Bastionul Postăvarilor, domina Blumăna și Curmătura (zona dintre Tâmpa și Dealul Melcilor). În zilele noastre se mai pot observa platforma pe care se afla precum și o 
bună parte din baza zidului de legătură ce străbătea muntele.